# ヴァイオリン協奏曲第1番 (シマノフスキ)
ヴァイオリン協奏曲第1番 作品35は、カロル・シマノフスキが1916年に作曲した協奏曲。ピアノソナタ第2番、交響曲第3番同様初期の代表作の1つである。

## 概要
交響曲第3番を完成させた直後の1916年に、ミチヌスキの五月の夜に着想を得て作曲され、同年8月にスケッチが仕上がり、2ヶ月後にはスコアを作曲し終えた。初演はコハニスキのヴァイオリン独奏、ジロティ指揮でペテルブルクで行われる筈だったがロシア革命の混乱等で頓挫し、1922年11月1日、ワルシャワにて、ヴァイオリン独奏オズィミニスキ、ムウィナルスキ指揮ワルシャワフィルハーモニーにより行われた。1924年にはニューヨークにおいて、コハニスキのヴァイオリン独奏、ストコフスキー指揮フィラデルフィア管弦楽団によりアメリカ初演された。

## 楽器編成
独奏ヴァイオリン、フルート3(1はピッコロ持ち替え)、オーボエ3(1はイングリッシュホルン持ち替え)、クラリネット3(A、B、Es若しくはB管)、バスクラリネット(A)、ファゴット3(1はコントラファゴット持ち替え)、ホルン(F)4(または〔E〕2)、トランペット(C)3、チューバ、ティンパニ、トライアングル、タンブリン、小太鼓、シンバル、大太鼓、鐘、チェレスタ、ピアノ、ハープ2、弦五部(12、12、8、8、6)

## 演奏時間
約27分。

## 楽曲構成
単一楽章だが三つの部で構成されている。
第1部 Vivace assai　
ピアノと管弦楽の動機を伴い、ヴァイオリンが東洋的な主題を提示した後これらが繰り返される。管弦楽の旋律は鳥のカタログに類似しており、全曲を通して度々使用される。やがて独奏ヴァイオリンが躍動感ある主題を奏した後、物悲しい動機が演奏される。管弦楽による冒頭の動機の再現を伴い、ヴァイオリンにトリルやオクターヴを使用した新しいモチーフが現れる。クライマックスの後、ホルンが明るい旋律を奏し、静まり返る。そしてピアノとハープのアルペッジョを伴い、管弦楽による動機が再び奏されて第2部に移行する。
第2部 Andantino　
フルート、クラリネット、ホルン、ピアノの旋律の上で独奏ヴァイオリンに第2部の核となる主題が出現する。この主題の後半の音形が全楽器に現れた後、独奏ヴァイオリンがLento assaiの楽想を奏し、やがて主題が低音で奏される。この主題が総奏で拡大、発展されてから独奏ヴァイオリンにピアニッシモで第1部の主題が再現され、第3部に入る。
第3部 Vivace　
弦のピッツィカート、ファゴット、ピアノの旋律に導かれ、独奏ヴァイオリンが主題を提示する。木管の三連符のリズムの上でヴァイオリンが力強い旋律を奏でた後、この旋律がヴァイオリンと管楽器主体で進み、冒頭の主題が再現部で奏される。やがてヴァイオリンに明るい主題が現れた後、独奏ヴァイオリンが第2部の主題を再現し、これに主題を反復する第2ヴァイオリンと別の楽器が入る。そしてヴァイオリン独奏で第1部の主題と静かなモチーフを経て展開部に移行し、やがて第3部の主題が再現されてカデンツァに移行する。カデンツァでは3つの主題の断片が回帰された後、終結部に突入する。コーダはまず、管弦楽により第2部の主題が再現された後、独奏ヴァイオリンがこの主題を繰り返し、ピアニッシモで静かに終わる。